# (6478) Gault
(6478) Gault es un asteroide que forma parte del Cinturón de asteroides, descubierto el 12 de mayo de 1988 por Carolyn Shoemaker y por su esposo que también era astrónomo Eugene Shoemaker desde el Observatorio del Monte Palomar, Estados Unidos.

## Designación y nombre
Designado provisionalmente como 1988 JC1. Fue Nombrado en memoria de Donald Gault (1923-1999), quien fue un gigante en el campo de los procesos de formación de cráteres por impacto. Gault aplicó su comprensión y perspicacia como experimentalista a la interpretación de los datos de impacto y su aplicación a la Luna, la Tierra, Marte y Mercurio. Su trabajo está en el corazón del más básico de todos los procesos relacionados con los cuerpos sólidos en el sistema solar. Es la "roca" sobre la que otros intentaron construir.

## Características orbitales
Gault está situado a una distancia media del Sol de 2,306 ua, pudiendo alejarse hasta 2,750 ua y acercarse hasta 1,861 ua. Su excentricidad es 0,193 y la inclinación orbital 22,812 grados. Emplea 1278,75 días en completar una órbita alrededor del Sol.
Pertenece a la familia de asteroides de (25) Phocaea.

## Características físicas
La magnitud absoluta de Gault es 14,40.

### Cometa del cinturón principal
El 5 de enero de 2019, se descubrió que Gault posee una cola de cometa , que no había estado presente en imágenes anteriores tomadas durante la oposición 2018/19. El asteroide comenzó a romperse a medida que su giro se aceleraba debido al efecto YORP , y su velocidad de rotación se acercó a dos horas, cerca del límite de estabilidad para un asteroide. La materia expulsada creó dos colas de polvo, y se ha estimado que la más larga tiene más de 800.000 km  de largo. Las hipótesis anteriores de una colisión con otro asteroide fueron descartadas como fuente del polvo que formó la cola, y se creyó que sus dos colas fueron el resultado de eyecciones repentinas de polvo cerca del 28 de octubre y el 30 de diciembre de 2018. También es posible que el calentamiento solar causara la sublimación del hielo, tal vez debajo de la superficie en una "bolsa", y la fuerza de la eyección de material (después de estar expuesto al calentamiento solar durante la rotación del asteroide) resultó en el aumento de la velocidad de giro. Un ejemplo anterior de tal ocurrencia se encuentra en la literatura.
En abril de 2019, tras analizar imágenes de archivo tomadas en 2013, 2016 y 2017, se descubrió que Gault había estado activo de forma permanente durante al menos cinco años antes del descubrimiento, con una cola visible cuando el asteroide estaba cerca de su distancia más lejana del Sol durante la aparición de 2013. Si su actividad es efectivamente causada por una ruptura rotacional, entonces Gault ha permanecido activo mucho más tiempo que cualquier otro objeto de este tipo visto antes. Esto indica que puede representar un nuevo tipo de objeto.